# Kabinett Marx IV

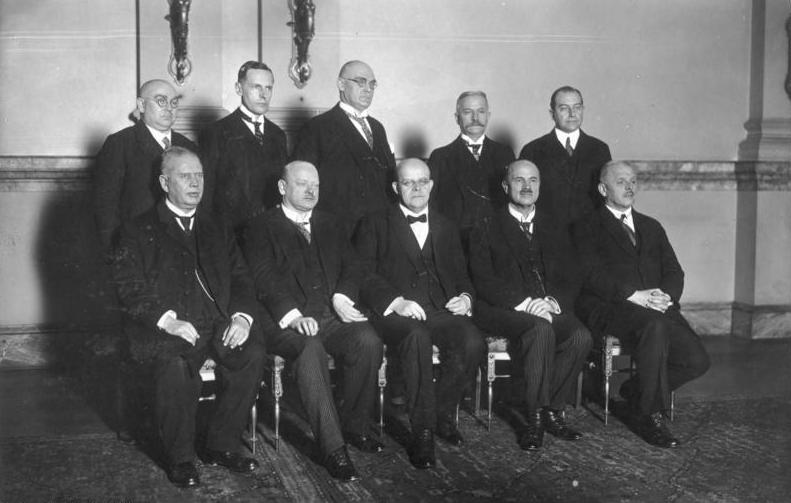
Sitzend von links: Heinrich Brauns, Gustav Stresemann, Wilhelm Marx, Oskar Hergt, Otto Geßler; stehend von links: Wilhelm Koch, Walter von Keudell, Georg Schätzel, Martin Schiele, Julius Curtius; Aufnahme vom 2. Februar 1927 aus dem Bundesarchiv

Das Kabinett Marx IV war eine Reichsregierung zur Zeit der Weimarer Republik und die vierte unter Reichskanzler Wilhelm Marx. Sie regierte vom 1. Februar 1927 bis zum 12. Juni 1928.
Nachdem ihre Vorgängerregierung Marx III durch ein Misstrauensvotum der SPD gestürzt worden war, setzte das Kabinett Marx IV die Koalition aus Zentrum, DVP, DNVP, DDP und BVP fort.

## Zusammensetzung

### Reichsminister
| Kabinett Marx IV 27. Januar 1927 bis 12. Juni 1928 | Kabinett Marx IV 27. Januar 1927 bis 12. Juni 1928 | Kabinett Marx IV 27. Januar 1927 bis 12. Juni 1928    | Kabinett Marx IV 27. Januar 1927 bis 12. Juni 1928 | Kabinett Marx IV 27. Januar 1927 bis 12. Juni 1928 |
| -------------------------------------------------- | -------------------------------------------------- | ----------------------------------------------------- | -------------------------------------------------- | -------------------------------------------------- |
| Reichskanzler                                      |                                                    | Wilhelm Marx                                          |                                                    | Zentrum                                            |
| Vizekanzler                                        |                                                    | Oskar Hergt (ab 31.01.1927)                           |                                                    | DNVP                                               |
| Justiz                                             |                                                    | Oskar Hergt (ab 31.01.1927)                           |                                                    | DNVP                                               |
| Auswärtiges Amt                                    |                                                    | Gustav Stresemann                                     |                                                    | DVP                                                |
| Inneres                                            |                                                    | Walter von Keudell (ab 31.01.1927)                    |                                                    | DNVP                                               |
| Finanzen                                           |                                                    | Heinrich Köhler                                       |                                                    | Zentrum                                            |
| Wirtschaft                                         |                                                    | Julius Curtius                                        |                                                    | DVP                                                |
| Arbeit                                             |                                                    | Heinrich Brauns                                       |                                                    | Zentrum                                            |
| Reichswehr                                         |                                                    | Otto Geßler bis 20. Januar 1928                       |                                                    | DDP                                                |
| Reichswehr                                         |                                                    | Wilhelm Groener                                       |                                                    | parteilos                                          |
| Ernährung und Landwirtschaft                       |                                                    | Martin Schiele                                        |                                                    | DNVP                                               |
| Post                                               |                                                    | Georg Schätzel                                        |                                                    | BVP                                                |
| Verkehr                                            |                                                    | Wilhelm Koch                                          |                                                    | DNVP                                               |
| Besetzte Gebiete                                   |                                                    | Wilhelm Marx mit der Führung der Geschäfte beauftragt |                                                    | Zentrum                                            |

### Beamte der Reichskanzlei
| Beamte der Reichskanzlei           | Beamte der Reichskanzlei                                    |
| ---------------------------------- | ----------------------------------------------------------- |
| Staatssekretär der Reichskanzlei   | Hermann Pünder                                              |
| Stellvertreter des Staatssekretärs | Ministerialdirektor Karl Eugen Offermann (bis 2. Juni 1927) |
| Stellvertreter des Staatssekretärs | Ministerialdirektor Viktor von Hagenow (seit 2. Juni 1927)  |
| Referent                           | Ministerialrat Heinrich Vogels                              |
| Referent                           | Ministerialrat Othmar Feßler                                |
| Referent                           | Oberregierungsrat Richard Wienstein                         |
| Referent                           | Oberregierungsrat Max von Stockhausen (bis 31. August 1927) |
| Referent                           | Regierungsrat/Oberregierungsrat Otto Westphal               |
| Referent                           | Regierungsrat/Oberregierungsrat Curt Walter                 |
| Referent                           | Regierungsrat/Oberregierungsrat Edwin Pukaß                 |
| Referent                           | Regierungsrat Erwin Planck                                  |
| Ministerialbürodirektor            | Hofrat Rudolf Ostertag                                      |
| Pressechef der Reichsregierung     | Ministerialdirektor Walther Zechlin                         |